# Catherine Royaume

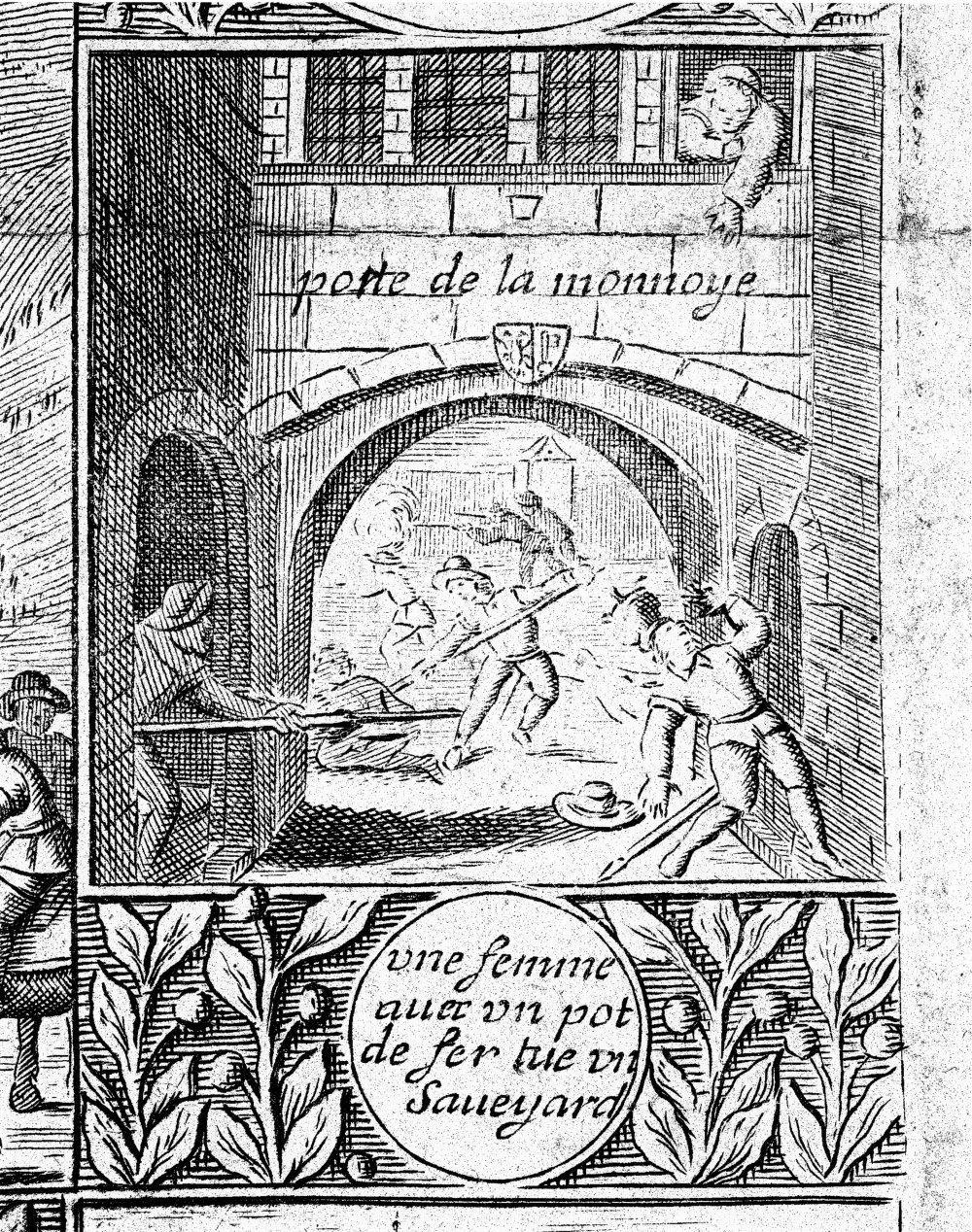
Historische Darstellung der Mère Royaume (etwa 1667)

Catherine Royaume (* um 1542 in Lyon; † zwischen 1603 und 1605 in Genf) war eine Genfer Bürgerin. Sie gilt als eine Schweizer Volksheldin.

## Leben
Die Royaume waren protestantische Glaubensflüchtlinge aus Lyon, die sich in Genf niederliessen. Catherine heiratete zuerst Jehan Esmyon, einen Waffenmeister und nach dessen Tod Pierre Royaume (oder Reaulme), Zinngiesser und Stecher, Sohn des Mathieu, Zinngiessers, ab 1549 Habitant von Genf. Sie hatte vierzehn Kinder.
Nach der Überlieferung warf Catherine Royaume in der Nacht der Escalade 1602 einen Topf Suppe aus ihrem Fenster auf einen savoyischen Soldaten. Dies machte sie im 18. Jahrhundert zu einer Volksheldin. In Gedenken an dieses Ereignis zerschlagen die Genfer seit Ende des 19. Jahrhunderts einen Topf aus Schokolade.